# Seznam italijanskih armad druge svetovne vojne
Seznam italijanskih armad druge svetovne vojne.

## Seznam
- 1. armada
- 2. armada
- 3. armada
- 4. armada
- 5. armada
- 6. armada
- 7. armada
- 8. armada
- 9. armada
- 10. armada
- Nemško-italijanska tankovska armada